# Charles-Joseph Parmentier
Pour les articles homonymes, voir Parmentier.
Charles-Joseph Parmentier né le 6 novembre 1765 à Lunéville (Meurthe) et mort le 2 février 1843 à Phalsbourg (Meurthe) est un homme politique français.

## Biographie

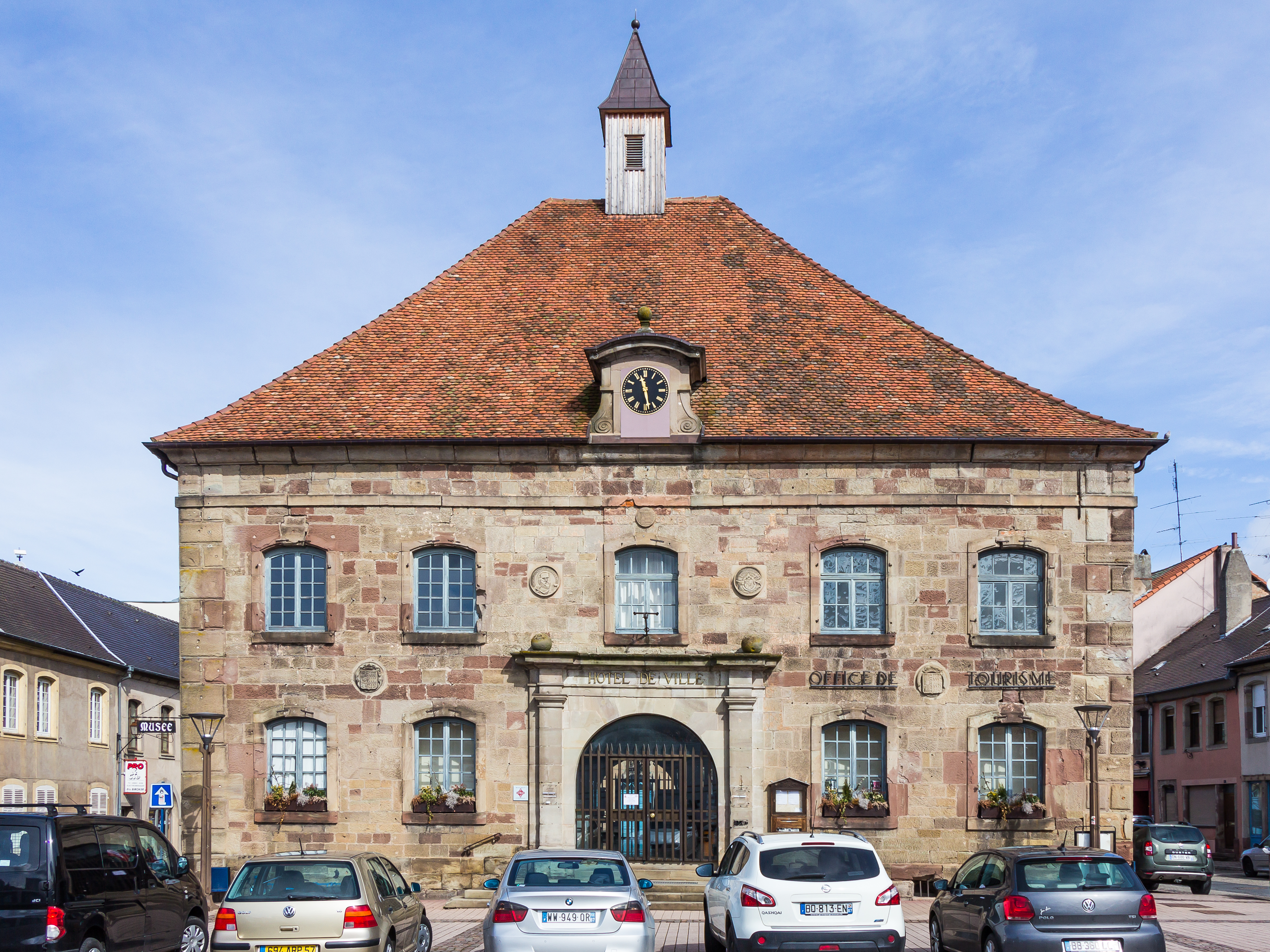
La mairie de Phalsbourg.

Fils de Jean-François Parmentier, conseiller du roi, avocat en ses conseils et à la cour souveraine, et de Catherine Adrian, son épouse, Charles-Joseph Parmentier est maire de Phalsbourg, fondateur du collège en 1804 et membre du collège électoral de la Meurthe sous le premier Empire.
Chevalier de la Légion d'honneur, il est créé baron de l'Empire le 13 mars 1813 et est élu, le 9 mai 1815, représentant de la Meurthe à la Chambre des Cent-Jours par l'arrondissement de Sarrebourg, avec 41 voix sur 78 votants, contre 37 à M. Bicqueley.
Parmentier n'appartient pas à d'autres législatures.

## Famille

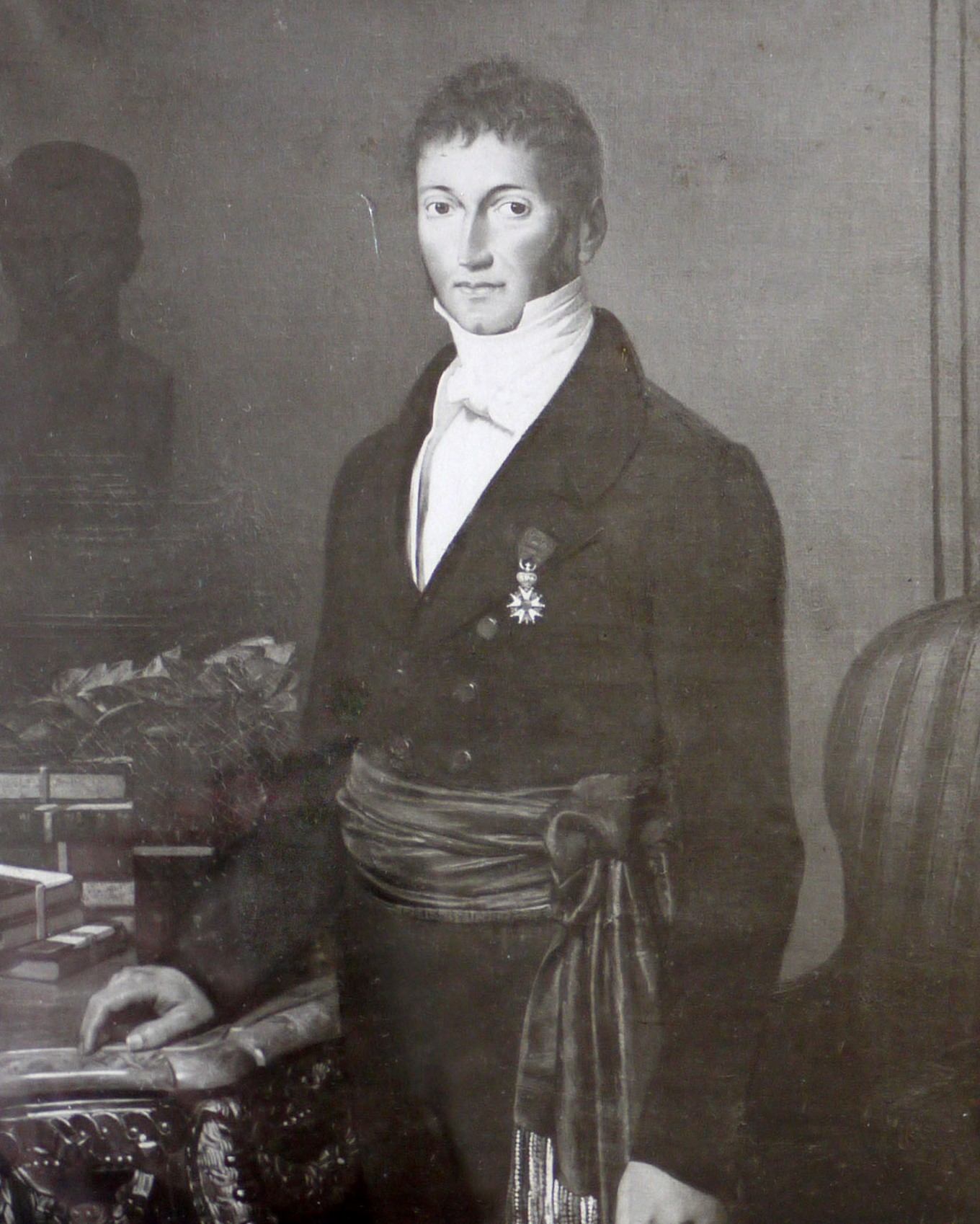
Portrait présumé du baron Désiré Parmentier, localisation inconnue, œuvre non sourcée.

Fils de Jean-François Parmentier et de Catherine Adrian, Charles-Joseph Parmentier épousa, le 7 février 1791 à Phalsbourg, Jeanne Nicole Masson. Ensemble, ils eurent :
- Désiré (mort le 29 juin 1861), maire de Phalsbourg, président du Conseil général de la Meurthe, 2e baron Parmentier, marié avec Eugénie Reibell, dont :
  - Eugénie, mariée avec M. Germain, maire de Phalsbourg ;
- Auguste (mort en 1874), officier de cavalerie, 3e baron Parmentier, chevalier de la Légion d'honneur, sans alliance, ni postérité ;
- Nicolas-Aimé (28 pluviôse an V (16 février 1797), Phalsbourg - 3 juin 1874, Sarrebourg), lieutenant-colonel de gendarmerie, officier de la Légion d'honneur, marié, le 30 juin 1819 à Bourscheid, avec Marie Louise Caroline Mouton (17 germinal an V (6 avril 1797), Phalsbourg - 20 avril 1863, Sarrebourg), dont :
  - Félicie Mathilde (7 avril 1820, Phalsbourg - 15 octobre 1893, Sarrebourg), mariée, le 5 octobre 1846 à Sarrebourg, avec Alexandre Hertz (1817-1903), notaire, dont postérité ;
  - Géraldine (1825-1868), mariée avec Ernest Mangin (1825-1913), inspecteur des Eaux et Forêts, dont postérité ;
- Louis Prosper (mort en 1835), sans alliance, ni postérité ;
- Marie Françoise, mariée avec son cousin François Parmentier (né en 1799), maire de Lunéville, dont :
  - une fille.

## Fonctions
- Maire de Phalsbourg sous le Premier Empire.
- Membre du collège électoral de la Meurthe.
- Représentant de la Meurthe à la Chambre des Cent-Jours (arrondissement de Sarrebourg, 9 mai 1815).

## Titres
- 1er Baron Parmentier et de l'Empire (13 mars 1813).

## Distinctions
- Chevalier de la Légion d'honneur.

## Armoiries
« Coupé : au I, parti de sinople au pélican et sa piété d'or, et du quartier des barons membres des collèges électoraux ; au II, d'azur, à une porte de ville d'or, adextrée d'un croissant contourné du même en chef., »